# قبیله گیرو
قبیله گیرو (هانگول: 계루) یک دولت-شهر باستانی کره‌ای بود که در قلمرو سابق گوچوسون ایجاد گشت. در دوره قبیله گیرو ( کره‌ای: 계루부, 桂婁部  ) ، مدت ها بعد به همراه سونو، جئولنو، سون-نو و گوان-نو به عضویت کنفدراسیون جولبون درآمد و به امپراتور جومونگ داده شد.   تعدادی از اشخاص خاندان گو در دودمان گیرو،مانند  پادشاه یوری و پادشاه تجو ، به ترتیب دومین و ششمین امپراتور ، به امپراتوری گوگوریو رسیدند. 

## همچنین ببینید
- پادشاهی بویو
- جومونگ
- گوگوریو